# Marsac-sur-l'Isle
Marsac-sur-l'Isle (trong tiếng Occitan Marsac d'Eila) là một xã của Pháp, nằm ở tỉnh Dordogne trong vùng Aquitaine của Pháp. Xã này có diện tích 10,05 km2, dân số năm 2007 là 2525 người. Xã nằm ở khu vực có độ cao trung bình 83 m trên mực nước biển.

## Thông tin nhân khẩu
Nguồn: INSEE  và Cassini 
| 1793 | 1800 | 1806 | 1821 | 1831 | 1836 | 1841 | 1846 | 1851 |
| ---- | ---- | ---- | ---- | ---- | ---- | ---- | ---- | ---- |
| 460  | 517  | 496  | 545  | 453  | 485  | 505  | 552  | 484  |

| 1856 | 1861 | 1866 | 1872 | 1876 | 1881 | 1886 | 1891 | 1896 |
| ---- | ---- | ---- | ---- | ---- | ---- | ---- | ---- | ---- |
| 502  | 549  | 556  | 541  | 577  | 609  | 581  | 568  | 566  |

| 1901 | 1906 | 1911 | 1921 | 1926 | 1931 | 1936 | 1946 | 1954 |
| ---- | ---- | ---- | ---- | ---- | ---- | ---- | ---- | ---- |
| 520  | 502  | 430  | 446  | 455  | 468  | 488  | 597  | 630  |

| 1962                                         | 1968  | 1975  | 1982  | 1990  | 1999  | 2007  | - | - |
| -------------------------------------------- | ----- | ----- | ----- | ----- | ----- | ----- | - | - |
| 1 053                                        | 1 216 | 1 569 | 1 657 | 1 939 | 2 200 | 2 525 | - | - |
| Số liệu kể từ 1962 : dân số không tính trùng |       |       |       |       |       |       |   |   |